# James Baxter
James Baxter (Rock Ferry, 8 de junho de 1870 — 5 de julho de 1940) foi um jogador de rugby union e velejador britânico, medalhista olímpico. Ele competiu nos Jogos Olímpicos de Verão de 1908 na classe 12 Metre e conquistou a medalha de prata na disputa a bordo do Mouchette com Charles MacIver, J. Graham Kenion, John Adam, William Davidson, John Jellico, Thomas Littledale, Charles R. MacIver, Charles Macleod-Robertson e John Spence. Além disso, era um dos principais nomes da Seleção Inglesa de Rugby Union.
Em 1927, ele foi presidente da Rugby Football Union e administrou a viagem do British and Irish Lions à Argentina em 1927 e a viagem de 1930 à Nova Zelândia e Austrália.